# Marc Plettinck
Marc Plettinck (Roeselare, 1923 - Oostende, 2006) was een Vlaamse kunstschilder en graficus.

## Levensloop
Hij deed artistieke studies aan de Academies van Roeselare en Oostende.
Hij woonde en werkte te Oostende sedert 1945.
Plettinck schilderde en etste landschappen en symboolgeladen figuren.
Hij ontwierp affiches voor het Oostendse carnaval.

## Musea
- Oostende, Mu.ZEE